# Pseudodiamesa arctica
Pseudodiamesa arctica är en tvåvingeart som först beskrevs av Malloch 1919.  Pseudodiamesa arctica ingår i släktet Pseudodiamesa och familjen fjädermyggor.
Artens utbredningsområde är Northwest Territories, Kanada. Enligt den finländska rödlistan är arten nära hotad i Finland. Arten är reproducerande i Sverige. Artens livsmiljö är källmiljöer. Inga underarter finns listade i Catalogue of Life.